# Dimítrios Antoniádis
Dimítrios Antoniádis (grec moderne : Δημήτριος Αντωνιάδης), né le 29 juillet 1992 à Fílyron, est un coureur cycliste grec, spécialiste du VTT.

## Biographie
En août 2016, il représente son pays lors de l'épreuve cross-country des Jeux olympiques, à Rio de Janeiro. Il se classe 31e.

## Palmarès sur route
- 2013
  - 3e du championnat de Grèce du contre-la-montre espoirs

## Palmarès en VTT

### Championnats des Balkans
- 2012
  -  Champion des Balkans de cross-country
- 2013
  -  Champion des Balkans de cross-country
- 2014
  -  Champion des Balkans de cross-country
- 2016
  -  Champion des Balkans de cross-country

### Championnats nationaux
| - 2009 - 2e du championnat de Grèce de cross-country juniors - 2012 - 2e du championnat de Grèce de cross-country - 2014 - 2e du championnat de Grèce de cross-country - 2015 - Champion de Grèce de cross-country - 2016 - Champion de Grèce de cross-country - 2017 - Champion de Grèce de cross-country | - 2018 - Champion de Grèce de cross-country - 2e du championnat de Grèce de cross-country eliminator - 2019 - 2e du championnat de Grèce de cross-country - 2020 - 2e du championnat de Grèce de cross-country - 2021 - 2e du championnat de Grèce de cross-country - 2022 - Champion de Grèce de cross-country eliminator - 2e du championnat de Grèce de cross-country |

## Palmarès en cyclo-cross
- 2018-2019
  -  Champion de Grèce de cyclo-cross
- 2021-2022
  -  Champion de Grèce de cyclo-cross
- 2022-2023
  -  Champion de Grèce de cyclo-cross
- 2023-2024
  -  Champion de Grèce de cyclo-cross